# Zak van Colmar

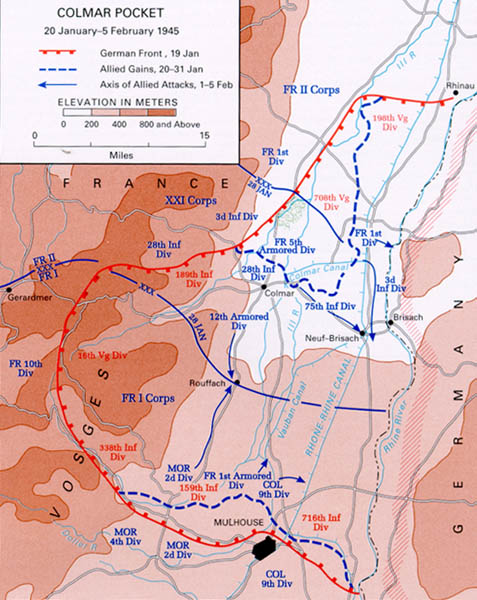

De zak van Colmar, ook bekend als de Colmar Pocket, is de naam van een veldslag in een gebied rond Colmar tussen Duitsland en de Verenigde Staten en Frankrijk tijdens de Tweede Wereldoorlog.
In een gebied rond Colmar verzamelden de Duitsers zich om Elzas opnieuw te veroveren. Ze voerden dan ook verse troepen aan om vanuit dit gebied de herovering van de Elzas te beginnen.
De Fransen en Amerikanen hadden te weinig en te vermoeide troepen en ze moesten een verdedigingslijn opzetten in plaats van door te stoten naar Colmar. Inmiddels speelde de slag om de Ardennen zich af wat tot gevolg had dat de bevoorrading in de eerste plaats daarheen ging.
Op 20 januari 1945 startte het offensief om de zak van Colmar weg te werken en daarbij zo min mogelijk Duitsers te laten ontsnappen. Er werd vanuit het noorden en het zuiden aangevallen om zo aan beide kanten een wig te slaan tussen de Duitsers en de Rijn, waardoor terugtrekken onmogelijk zou worden. Door de zware tegenstand van de Duitsers en door de sneeuwstormen bereikten de Fransen de eerste dag niet de gestelde doelen. De tweede dag was een groot succes, maar de derde dag zetten de Duitsers een tegenaanval in. Hierna waren de gevechten zeer fel en moest dorp voor dorp worden veroverd. De Duitsers hadden echter een tekort aan materiaal. Alles wat ze hadden aan artillerie en infanterie was opgesteld. Maar ze mochten zich niet terugtrekken van Hitler.
De Duitsers kregen op 27 januari toestemming om over de Rijn terug te trekken en al het gebied in de Elzas prijs te geven. Op 9 februari bliezen de Duitsers bij Chalampé de laatste brug over de Rijn in dit gebied dat ze nog hadden, op. 16.000 Duitsers waren krijgsgevangen gemaakt en 20.000 gedood maar 50.000 hadden er kunnen ontkomen.